# Guns Don't Kill People... Lazers Do
Guns Don't Kill People... Lazers Do è il primo album discografico in studio del progetto musicale Major Lazer, guidato dai DJ e produttori Diplo e Switch. Il disco è stato pubblicato nel 2009.La quinta traccia  dell'album appare nel videogioco del 2009 Grand Theft Auto: Episodes from Liberty City.

## Tracce
1. Hold the Line (featuring Mr. Lexx & Santigold) – 3:38
2. When You Hear the Bassline (featuring Ms. Thing) – 3:18
3. Can't Stop Now (featuring Mr. Vegas & Jovi Rockwell) – 4:03
4. Lazer Theme (featuring Future Trouble) – 2:31
5. Anything Goes (featuring Turbulence) – 3:13
6. Cash Flow (featuring Jahdan Blakkamoore) – 4:06
7. Mary Jane (featuring Mr. Evil & Mapei) – 3:27
8. Bruk Out (featuring T.O.K. & Ms. Thing) – 2:54
9. What U Like (featuring Amanda Blank & Einstein) – 2:25
10. Keep It Goin' Louder (featuring Nina Sky & Ricky Blaze) – 3:46
11. Pon de Floor (featuring Vybz Kartel) – 3:33
12. Baby (featuring Prince Zimboo) – 1:17
13. Jump Up (featuring Leftside & Supahype) – 3:43
14. Sound of Siren (featuring M.I.A. & Busy Signal) – 3:51